# Noatak (Alaska)
Noatak (in inupiaq Nuataaq) è un Census-designated place degli Stati Uniti d'America, situato nel Borough di Northwest Arctic, nello stato dell'Alaska. Al censimento del 2010 la popolazione è di 514 abitanti.

## Geografia fisica
Le coordinate geografiche di Noatak sono 67°34′19″N, 162°58′30″W (38.971381, -76.943399). University Park occupa un'area totale di 31.7 km², di cui 29.9 di terra, e 1.7 di acqua.
Noatak sorge sulle sponde dell'omonimo fiume.

## Società

### Evoluzione demografica
Al censimento del 2000, risultarono 428 abitanti, 100 nuclei familiari e 90 famiglie residenti in città. Ci sono 106 alloggi con una densità di 3,5/km². La composizione etnica del villaggio è 3,74% bianchi, 0,23% neri o afroamericani, 93,69% nativi americani, 2,34% di altre razze e 0,23% ispanici e latino-americani. Dei 100 nuclei familiari il 69,0% ha figli di età inferiore ai 18 anni che vivono in casa, 56,0% sono coppie sposate che vivono assieme, 22,0% è composto da donne con marito assente, e il 10,0% sono non-famiglie. La dimensione media di un nucleo familiare è di 4,28 mentre la dimensione media di una famiglia è di 4,51. La suddivisione della popolazione per fasce d'età è la seguente: 42,5% sotto i 18 anni, 10,5% dai 18 ai 24, 28.7% dai 25 ai 44, 12,9% dai 45 ai 64, e il 5,48% oltre 65 anni. L'età media è di 23.5 anni. Per ogni 100 donne ci sono 104,8 maschi. Per ogni 100 donne sopra i 18 anni, ci sono 108,5 maschi. Il reddito medio di un nucleo familiare è di $30 833 mentre per le famiglie è di $31 667. Gli uomini hanno un reddito medio di $25 833 contro $21 250 delle donne. Il reddito pro capite del census-designated place è di $9 659. Circa il 25,0% delle famiglie e il 22,0% della popolazione è sotto la soglia della povertà. Sul totale della popolazione il 21,9% dei minori di 18 anni e il 13,6% di chi ha più di 65 anni vive sotto la soglia della povertà.
Popolazione ai vari censimenti

## Infrastrutture e trasporti
A Noatak è presente un aeroporto municipale. Non vi sono strade che vanno a Noatak. Motoslitte e piccole imbarcazioni sono gli unici mezzi di trasporto utilizzati dagli abitanti locali.